# 130 TCN
Năm 130 TCN là một năm trong lịch Julius. 